# Unity Temple
Der Unity Temple ist eine Kirche der unitarisch-universalistischen Religionsgemeinschaft der UUA in Oak Park, Illinois, in den Vereinigten Staaten. Das Gebäude wurde von Frank Lloyd Wright entworfen.

## Geschichte
Nachdem der Vorgängerbau durch einen Brand zerstört worden war, beauftragte die Gemeinde den in Oak Park lebenden Architekten Frank Lloyd Wright mit dem Neubau. Der Unity Temple wurde in den Jahren zwischen 1905 und 1908 errichtet. Benötigt wurde sowohl ein Gottesdienstraum als auch ein Mehrzweckraum für Veranstaltungen. Das zur Verfügung stehende Eckgrundstück war lang, aber schmal. Zudem führt an einer Seite eine Hauptstraße entlang, die damals auch von Straßenbahnen befahren wurde. Und nicht zuletzt war das Budget der Gemeinde für den Neubau auf 40.000 US-Dollar beschränkt. Noch heute gehört der Unity Temple der ursprünglichen Gemeinde (damals: „Universalist“, heute „Unitarian Universalist“), die ihn für ihre Gottesdienste nutzt. Die Aufgaben der Gebäudeunterhaltung sind einer säkularen Einrichtung, der Unity Temple Restoration Foundation, übertragen.

## Bauwerk
Frank Lloyd Wright löste die baulichen Begrenzungen, indem er drei Elemente, Gottesdienstraum, ein niedriges Foyer und den Veranstaltungssaal hintereinander anordnete. Hier verwirklichte er zum ersten Mal sein Konzept, eine Bauaufgabe in zwei unterschiedlich große Einheiten zu teilen und durch ein niedrigeres, verbindendes Element zusammenzufügen. Das Solomon R. Guggenheim Museum in New York City ist ein anderes Beispiel dafür. Die tragenden Strukturen des Unity Temples bestehen ausschließlich aus Stahlbeton. Um eindringenden Außenlärm zu mindern, verzichtete Wright auf Fenster im Erdgeschoss. Die Beleuchtung erfolgt ausschließlich durch Buntglasfenster im Obergeschoss und im Dachbereich. Diese wurden in grün, gelb und braun gehalten, was in der Wirkung natürlichem Licht recht nahekommt. Der Gottesdienstraum hat im Erdgeschoss zwei unterschiedlich hohe Ebenen. Hinzu kommen zwei übereinander angeordnete Balkone. Dies ermöglichte es, die für die Gemeinde erforderliche Sitzplatzzahl zu erreichen, ohne dass irgendein Platz weiter als 12 Meter von der Kanzel entfernt ist. Diese hervorragende Nutzung eines beschränkten Raums wird durch dekorative Elemente unterstrichen, die Wright ebenfalls entwarf. Die Akustik des Raumes ist hervorragend. Das Bauwerk wurde am 26. September 1909 eingeweiht.

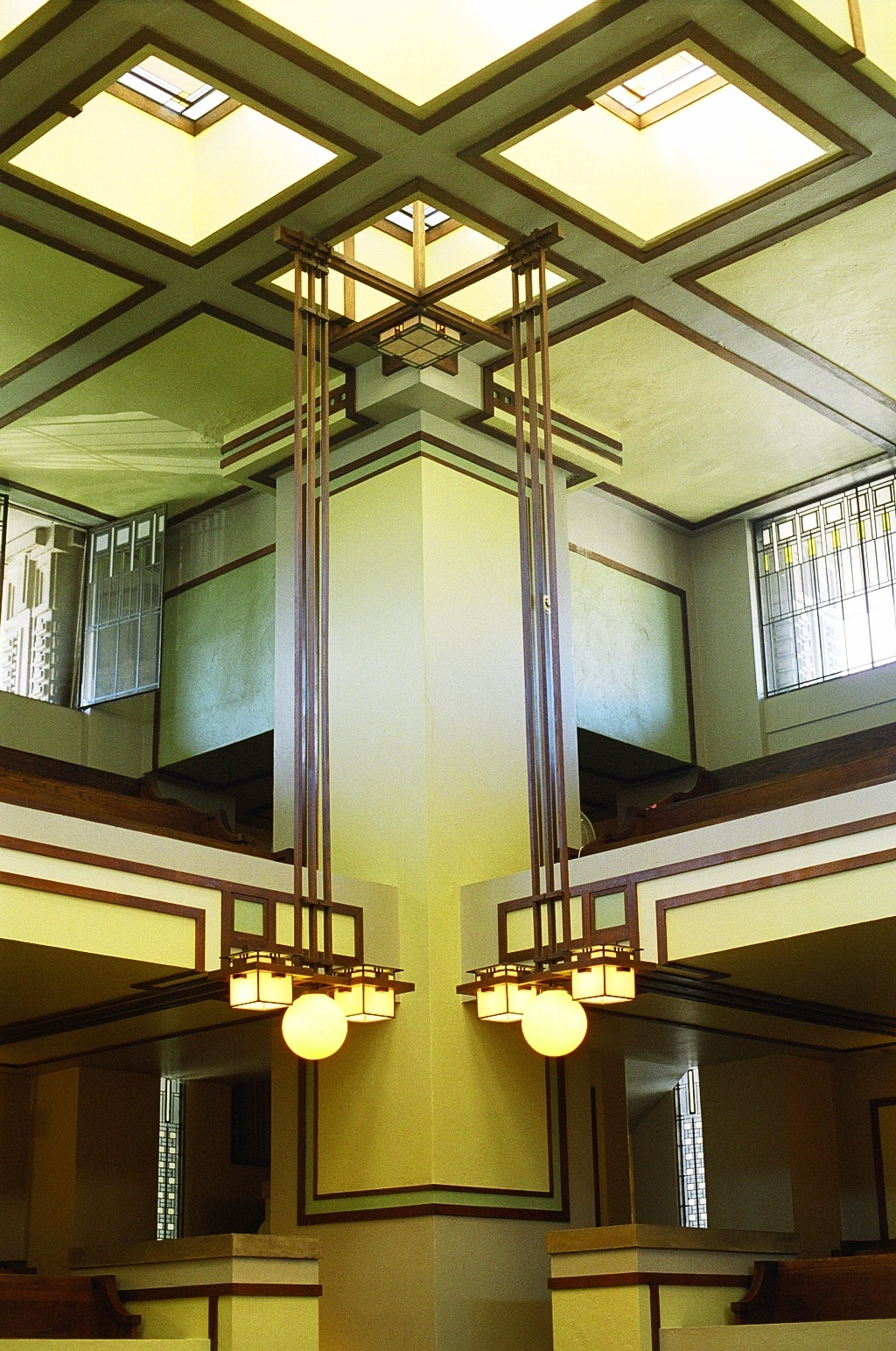
Detail des Gottesdienstraumes
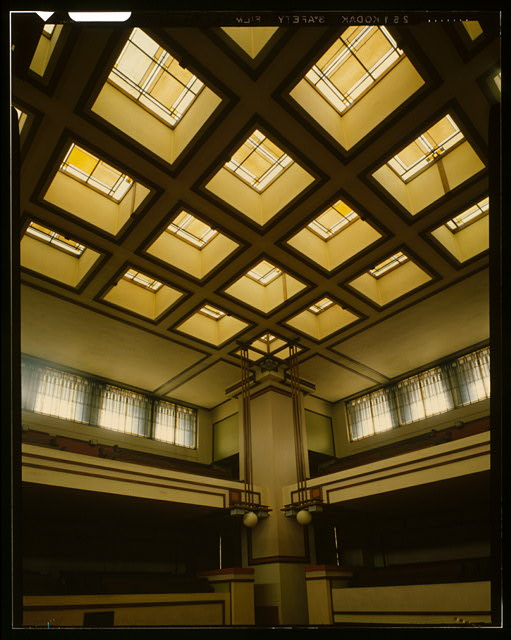
Decke des Gottesdienstraumes
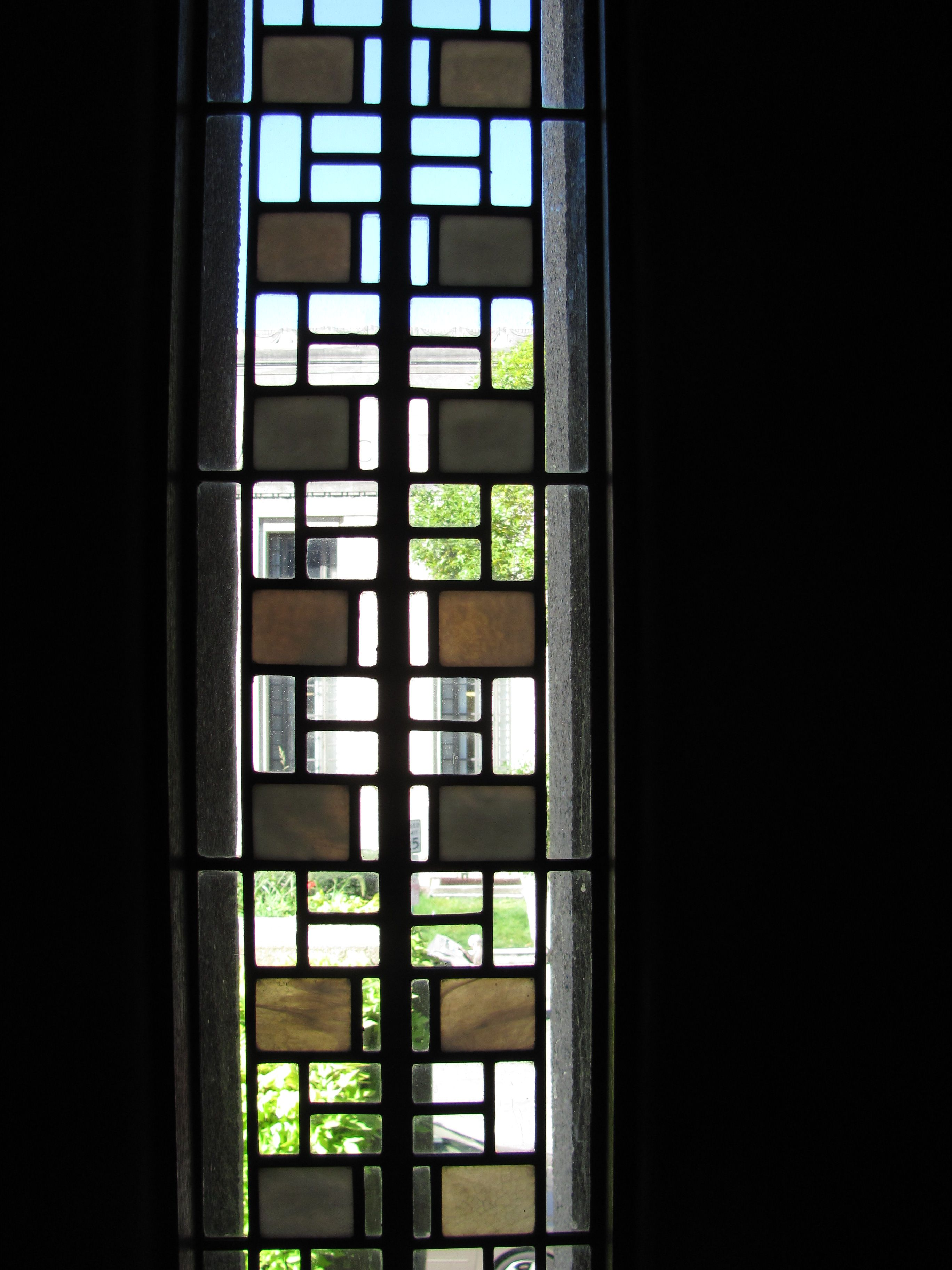
Buntglasscheiben

## Bedeutung
Der Unity Temple ist heute ein Kulturdenkmal von nationaler Bedeutung, weshalb er am 17. April 1970 in das National Register of Historic Places aufgenommen wurde. Seit dem 30. Dezember 1970 gilt er als National Historic Landmark. Er gilt als eines der herausragenden Werke des Architekten Frank Lloyd Wright und als eines der frühesten Zeugnisse der Moderne. Er hat in der Nachfolge andere Architekten wie Mies van der Rohe bis hin zu Frank Gehry beeinflusst.
2008 wurde das Gebäude zusammen mit neun weiteren Gebäuden von der Hand Frank Lloyd Wrights auf die Anmeldeliste zum UNESCO-Welterbe der Vereinigten Staaten gesetzt.
Der Unity Temple weist heute allerdings einen erheblichen Sanierungsbedarf auf. Er wurde im April 2009 auf einer Liste des National Trust for Historic Preservation als eines der elf am meisten gefährdeten Objekte von nationaler Bedeutung eingestuft.